# Chan Hao-ching
Chan Hao-ching (chineză: 詹皓晴; pinyin: Zhān Hàoqíng; n. 19 septembrie 1993), cunoscută și sub numele de Angel Chan, este o jucătoare profesionistă de tenis din Taiwan. Ea este în primul rând specialistă la dublu, câștigând 18 titluri WTA, 2 WTA Challenger și 6 titluri ITF la această disciplină. Chan a ajuns în finala competiției de dublu mixt de la Wimbledon cu Max Mirnyi în 2014, prima ei finală de Grand Slam. Chan a mai jucat două finale de Grand Slam: în 2017, la dublu feminin la Wimbledon cu Monica Niculescu, și la US Open dublu mixt cu Michael Venus. Ea este sora mai mică a tenismenei profesioniste și fostei nr. 1 mondial la dublu feminin, Latisha Chan, cunoscută anterior ca Chan Yung-jan.